# The Door in the Floor
The Door in the Floor (br: Provocação) é um filme de comédia dramática estadunidense de 2004 escrito e dirigido por Tod Williams. O roteiro é baseado no primeiro no romance A Widow for One Year de 1998 de John Irving.

## Elenco
- Jeff Bridges como Ted Cole
- Kim Basinger como Marion Cole
- Jon Foster como Eddie O'Hare
- Bijou Phillips como Alice
- Elle Fanning como Ruth Cole
- Mimi Rogers como Evelyn Vaughn
- Donna Murphy como proprietária da Shop Owner
- John Rothman como Minty O'Hare
- Harvey Loomis como Dr. Loomis

## Recepção
No Rotten Tomatoes, o filme mantém um índice de aprovação de 67% com base em 144 avaliações, e uma classificação média de 6,46/10. O consenso crítico do site diz: "Embora de tom irregular, esta é uma das melhores adaptações dos romances de John Irving, com Jeff Bridges dando uma de suas melhores performances". No Metacritic, o filme tem uma pontuação média ponderada de 67 de 100, com base em 38 críticas, indicando "críticas geralmente favoráveis".